# Pandiaka oblanceolata
Pandiaka oblanceolata är en amarantväxtart som först beskrevs av Schinz, och fick sitt nu gällande namn av Charles Baron Clarke. Pandiaka oblanceolata ingår i släktet Pandiaka och familjen amarantväxter. Inga underarter finns listade i Catalogue of Life.